# Sisseton
Sisseton és una població dels Estats Units a l'estat de Dakota del Sud. Segons el cens del 2000 tenia 2.572 habitants.

## Demografia
Segons el cens del 2000, Sisseton tenia 2.572 habitants, 1.003 habitatges, i 631 famílies. La densitat de població era de 632,5 habitants per km².
Dels 1.003 habitatges en un 31,9% hi vivien nens de menys de 18 anys, en un 38,9% hi vivien parelles casades, en un 16,9% dones solteres, i en un 37% no eren unitats familiars. En el 34,6% dels habitatges hi vivien persones soles el 16,2% de les quals corresponia a persones de 65 anys o més que vivien soles. El nombre mitjà de persones vivint en cada habitatge era de 2,46 i el nombre mitjà de persones que vivien en cada família era de 3,12.
Per edats la població es repartia de la següent manera: un 29,3% tenia menys de 18 anys, un 8,2% entre 18 i 24, un 23,3% entre 25 i 44, un 20,8% de 45 a 60 i un 18,4% 65 anys o més.
L'edat mediana era de 36 anys. Per cada 100 dones de 18 o més anys hi havia 86,2 homes.
La renda mediana per habitatge era de 26.698 $ i la renda mediana per família de 33.977 $. Els homes tenien una renda mediana de 27.393 $ mentre que les dones 20.586 $. La renda per capita de la població era de 14.019 $. Entorn del 14,9% de les famílies i el 18,4% de la població estaven per davall del llindar de pobresa.

## Poblacions més properes
El següent diagrama mostra les poblacions més properes.